# Oedbach (Krottenbach)
Der Oedbach ist ein ganzjähriges Fließgewässer im Vorkarwendel auf deutschem Gebiet.
Er entsteht nördlich unterhalb der Moosenalm, fließt durch das Tal zwischen Pürschschneid und Brandeck nordostwärts, bevor er von links in den Krottenbach mündet.